# STS-61-C
A STS-61-C foi um voo espacial tripulado norte-americano, o vigésimo quarto do programa do Ônibus Espacial e a sétima missão do Columbia. Ela decolou do Centro Espacial John F. Kennedy em 12 de janeiro de 1986 e pousou na Base Aérea de Edwards seis dias depois em 18 de janeiro.

## Tripulação
| Posição                  | Astronautas           |
| ------------------------ | --------------------- |
| Comandante               | Robert Gibson         |
| Piloto                   | Charles Bolden        |
| Especialista de missão 1 | George Nelson         |
| Especialista de missão 2 | Steven Hawley         |
| Especialista de missão 3 | Franklin Chang-Diaz   |
| Especialista de carga 1  | Bill Nelson (Senador) |
| Especialista de carga 2  | Robert Cenker         |

## Hora de acordar
- 2° Dia: Ain't No Sunshine, de Michael Jackson e Bill Withers.
- 3° Dia: Music and Me, de Michael Jackson.
- 4° Dia: Family Man, da banda Black Flag.
- 5° Dia: River Deep - Mountain High, da dupla Ike & Tina Turner.
- 6° Dia: It's Now or Never, de Elvis Presley.

## Principais fatos
Esta foi a vigésima quarta missão do programa de ônibus espaciais e foi o primeiro voo do Columbia desde a missão STS-9 em novembro de 1983, após este ter passado por uma série de modificações pela Rockwell International, na Califórnia.
O lançamento havia sido originalmente agendado para 18 de dezembro, porém o fechamento de um compartimento posterior do veículo foi adiado e a missão foi remarcada para o dia seguinte, em 19 de dezembro. Nesse dia a contagem regressiva foi interrompida em T-14 segundos devido a uma leitura fora da tolerância em uma turbina na direita do sistema hidráulico.
Outra tentativa de lançamento ocorreu em 6 de janeiro de 1986, mas esta foi cancelada em T-31 segundos devido a um problema em uma válvula no sistema de oxigénio líquido que não pôde ser reparado antes do fim da contagem. Outras tentativas de lançamento foram feitas em 7 de janeiro, mas foram interrompidas devido ao mau tempo nos locais de aterrissagem do contingente no Dakar, Senegal, e Morón, Espanha; em 9 de janeiro, adiada devido a um problema com a pré-válvula do motor principal, e em 10 de janeiro, cancelada devido a uma forte chuva na área de lançamento.
O lançamento ocorreu às 06h55 EST, de 12 de Janeiro sem problemas posteriores.
O objetivo primário da missão era lançar o satélite de comunicações Ku-1, o segundo na série planejada de satellites geossíncronos em posse e controlados pela RCA Americom. O lançamento ocorreu com sucesso e o satélite eventualmente se tornou operacional. O voo também carregava um grande número de experimentos, incluindo treze pacotes GAS voltados a investigações envolvendo os efeitos da microgravidade no processamento de materiais, germinação de sementes, reações químicas, chocagem de ovos, astronomia e física atmosférica. A carga incluía a estrutura do Materials Science Laboratory-2 (Laboratório de Ciência dos materiais) para experimentos envolvendo a suspensão de bolhas em líquidos por ondas sonoras, fusão e solidificação de amostras metálicas e a fusão sem recipientes e solidificação de espécimes eletricamente condutores. Outro pequeno experimento localizado no compartimento da carga era o Hitchiker G-1 (HHG-1) com três experimentos para:
- Estudar partículas de filmes no ambiente do ônibus espacial;
- Testar um novo sistema de transferência térmica;
- Determinar os efeitos da contaminação e oxigênio atômico nos materiais ópticos ultravioleta.

Houve também quatro experimentos na cabine pressurizada, três dos quais faziam parte do Programa de Envolvimento de Estudantes.
Um experimento nomeado Comet Halley Active Monitoring Program (CHAMP), consistindo de uma câmera 35 mm para fotografar o Cometa Halley através da janela do compartimento posterior, não foi conduzido com sucesso devido a problemas com as baterias.
Além das dificuldades encontradas para o lançamento da missão, foram enfrentadas muitas dificuldades para o retorno à Terra. Uma tentativa de aterrissagem em 16 de Janeiro foi cancelada devido a um tempo desfavorável no Edwards AFB. O contínuo mau tempo levou a outra tentativa cancelada no dia seguinte, 17 de Janeiro. O voo foi estendido por mais um dia para prover uma oportunidade de aterrissagem no KSC em 18 de Janeiro; esta tentativa visava eliminar o tempo perdido nas tentativas de aterrissagem no Edwards AFB anteriores mal sucedidas. O mau tempo, entretanto, resultou em outra tentativa cancelada.
O Columbia aterrissou no Edwards AFB às 05h59 PST, de 18 de Janeiro. A missão teve a duração de 6 dias, 2 horas, 3 minutos e 51 segundos.
Esta missão é notável por ter levado ao espaço o representante legislativo Bill Nelson, um dos três únicos políticos que já voaram no espaço (John Glenn e Jake Garn foram os outros).